# 星に願いを (flumpoolの曲)
「星に願いを」（ほしにねがいを）は、flumpoolのメジャー1枚目のシングル。

## 解説
2009年2月25日に発売。ミニアルバム『Unreal』発売以来の新作であり、flumpoolにとってシングルとしてはインディーズで発表した限定シングル「labo」以来のCDパッケージ作品となる。なお、本作の発売翌日はメンバーの阪井の誕生日でもある。
本作は初回限定盤2パターンと通常盤の計3形態が同時発売となる。初回限定盤Aはメンバー4人のステレオグラムチェンジングカードが、初回限定盤Bは撮り下ろし映像を収録した特典DVDがそれぞれ付属し、いずれもハードカバーの紙ジャケット仕様となる。通常盤は初回限定盤には未収録の「春風「No Reply」Instrumental」が追加収録される。3形態いずれもジャケットデザインは同じだが、初回限定盤Bのみワイドキャップ仕様となっており、表裏のジャケットデザインが異なる。CDおよび特典DVDの盤面のデザインの色もそれぞれ異なっている。なお、3月末日までの期間限定特典として、特製の携帯待ち受けフラッシュのダウンロードおよび7月より開催される初のホールツアー「flumpool 2nd tour2009 『Unclose』」の先行予約受付の共通パスワードが封入されている。
本作のキャンペーンとして、各CDショップおよび一部のオンラインストアでは初回限定盤2パターンの同時購入者を対象に、本作のアーティスト写真を用いたオリジナルポスターが先着で配布された。また、2月27日にはテレビ朝日系音楽番組『ミュージックステーション』へ出演し、同曲を演奏した。3月1日には日本テレビ系音楽番組『Music Lovers』で番組で行ったライブが放送された。

## 収録曲
1. 星に願いを
作詞：山村隆太、作曲：阪井一生、編曲：玉井健二、百田留衣
  - NTTコミュニケーションズ『MUSICO』CMソング
  - アーケードゲーム『jubeat ripples』収録曲

2008年のインディーズ時代に、10曲程まとめて制作した楽曲の中のひとつであったものが原型。制作当時はミディアムバラードであったものを、楽曲をアレンジする段階においてアップテンポのものに変更された。当初は4つ打ちのダンスナンバーであったが、アレンジの工程で歌詞も含めて構想を練り直し、現在のものとして完成された。シングルのタイトル曲となるきっかけとなったのは、シングル制作の企画段階においてアルバム『Unreal』にも収録された「春風」を収録する案が挙がったことによる。「春風」を軸とした時に、世界観が対になる曲として採用された。尼川は演奏に関して「ダンスナンバー的なリズムやグルーヴ感を重視した」と語っている。また山村はボーカルに関して「大サビは感情のままに歌った」と語り、あまり録り直しはしなかったという。
着うたフルは2月4日より音楽コンテンツ配信サイト『MUSICO』限定で、その他サイトでは2月18日より配信が開始された。PVはプラネタリウム演出の下で演奏しているものになっており、随所にメンバーが走っているシーンが挿入されている。また『MUSICO』のCMでは、メンバー全員が歌唱しているバージョンのものが使用された。
2. 回転木馬 (メリーゴーランド)
作詞：山村隆太、作曲：阪井一生、編曲：古川貴浩
楽曲プロデュースはミニアルバム『Unreal』収録曲「Hello」を手掛けた古川貴浩による。阪井が上京してから初めて作った楽曲で、flumpoolとして初めてバンドアレンジで制作したものであるという。作曲工程は、サビの部分からAメロとBメロを展開して作られた。演奏に関しては、ドラムで初めてスプラッシュシンバルが使用されている。
3. 春風「No Reply」 Unplugged
作詞：山村隆太、作曲・編曲：百田留衣
原曲はミニアルバム『Unreal』収録曲「春風」。アンプラグドにリアレンジされている。着うたフルは1月13日よりTOKYO FM・JFN系音楽番組『SCHOOL OF LOCK!』の番組モバイルサイト限定で先行配信された。
4. 星に願いを Instrumental
5. 回転木馬 (メリーゴーランド) Instrumental
6. 春風「No Reply」 Unplugged Instrumental
通常盤のみ収録。